# Видьгово
Видьгово (Відзьґово, пол. Widźgowo) — село в Польщі, у гміні Бранськ Більського повіту Підляського воєводства. Населення — 92 особи (2011).

## Історія
Вперше згадується 1501 року.
У 1975—1998 роках село належало до Білостоцького воєводства.

## Демографія
У 1898 році у Видьговому налічувалося 11 православних.
Демографічна структура станом на 31 березня 2011 року:
|          | Загалом | Допрацездатний вік | Працездатний вік | Постпрацездатний вік |
| -------- | ------- | ------------------ | ---------------- | -------------------- |
| Чоловіки | 45      | 8                  | 28               | 9                    |
| Жінки    | 47      | 14                 | 22               | 11                   |
| Разом    | 92      | 22                 | 50               | 20                   |